# Neoitamus hyalipennis
Neoitamus hyalipennis är en tvåvingeart som beskrevs av Ricardo 1913. Neoitamus hyalipennis ingår i släktet Neoitamus och familjen rovflugor. Inga underarter finns listade i Catalogue of Life.